# Bohumil Fidler
Bohumil Fidler (27. května 1860, Příbram – 2. června 1944 Příbram) byl český učitel, hudební skladatel a dirigent.

## Život
Bohumil Fidler se narodil v Příbrami. Po studiu reálky a Učitelského ústavu působil v Příbrami jako učitel zpěvu a později ředitel gymnázia, dirigent sboru Lumír-Dobromila a zakladatel a dirigent Příbramské filharmonie, varhaník a regenschori v chrámu sv. Jakuba. Přátelil se skladatelem Karlem Bendlem a zejména s Antonínem Dvořákem, jehož dopisy částečně vydal ve svých pamětech.
Je autorem mnoha duchovních skladeb, zvláště pak je znám instrumentací oblíbeného cyklu vánočních písní Koleda Karla Steckera.